# Дака
 Тази статия е за града в Бангладеш.  За областта вижте Дака (област).  За окръга вижте Дака (окръг).
Дака (на бенгалски: ঢাকা, [ˈɖʱaka]) е столицата и най-големият град в Бангладеш и административен център на област Дака. Градът е център на метрополен регион с население от 22 478 116 души към 2022 г.
Разположен на ръкава Буриганга в сърцето на Делтата на Ганг, градът има население, оценявано на 7 милиона души, което го прави един от главните градове на Южна Азия. Наричан е Градът на джамиите, както и Световната столица на рикшите – заради четиристотинте хиляди велорикши, движещи се всекидневно по улиците. Дака е и един от най-гъсто населените големи градове в света с гъстота на населението в градската част над 23 хиляди души на квадратен километър.
През XVII век Дака е столицата на Моголите в Бенгал. Градът е световен център на търговията с муселин и привлича търговци от различни страни. Съвременният град се развива при британското управление в XIX век, а след Разделянето на Индия през 1947 година става административен център на Източен Пакистан. През следващите години Дака е център на бенгалското национално движение, завършило с Бангладешката освободителна война през 1971 година.
Дака е финансовият, образователен и културен център на Бангладеш. Градът е основен притегателен център за хора от цялата страна, а населението на града е сред най-бързо увеличаващите се в света. Съвременната бангладешка столица е изправена през редица проблеми причинени от безконтролното пренаселване, сред които свръхзамърсяване, огромни задръствания и липса на еднакъв достъп до образование и здравеопазване. През последните няколко десетилетия в Дака са извършени редица промени за подобряването на градската инфраструктура, сградния фонд и комуникациите, но резултатите съществено варират в различните градски райони.

## География и климат
Дака е разположен в централната част на Бангладеш, на левия бряг на Буриганга, един от ръкавите в Делтата на Ганг. В административните си граници градът обхваща територия от 360 km². Разположен в долната част на Делтата на метри над морското равнище, Дака е силно уязвим от наводнения през сезона на мусоните, характеризиращ се със силни валежи и циклони.
Климатът на Дака е горещ и влажен, влажен субтропичен (Cwa) според Класификацията на Кьопен. Отчетливо изразен е сезонът на мусоните. Средната годишна температура е около 25 °C, а средните месечни варират между 18 °C през януари и 32 °C през май. Годишното количество на валежите е над 2000 mm, като 87% от тях падат между май и октомври.
Нарастващото замърсяване на въздуха и водите от пътното движение и промишлеността са сериозен проблем за общественото здраве и качеството на живот в града. Разрастването на града е причина за пресушаването на множество водоеми и мочурища около него. Заедно със замърсяването, този процес на ограничаване на местообитанията заплашва с унищожение естественото биоразнообразие в региона.

## История
Възникването на селище на територията, която днес заема Дака, се отнася към 7 век. Територията на града се намира под властта на будисткото царство Камарупа и империята Пала, преди да премине под контрола на индуистката династия Сена през 9 век. Названието на града е възможно да се е появило в резултат на основаването на храма на богиня Дхакешвари от цар Балал Сена през 12 век. Дака и околностите ѝ през този период се определят като Бенгала. Самият град включва няколко пазара, такива като пазарите Лакшми, Шанкхари, Кумартули и др. След династията Сена, в Дака последователно управляват тюркски и пущунски губернатори от Делхийския султанат, преди влизането му в Империята на великите моголи през 1608 г. Развитието на селището води до значителен ръст на населението, в резултат на което, през 1608 г. градът е провъзгласен за столица (раджмахал) на Бенгалия в периода на управление на Моголската империя. Моголският субадар Ислам хан е първия управител на града. Хан дава на града името Джахангир Нагар (জাহাঙ্গীর নগর; „Град на Джахангир“) в чест на императора на Великите Моголи Джахангир, но то е махнато от названието на града скоро след смъртта на Джахангир. Най-голямото разширяване на града е по времето на управлението на Шайста хан. Градът тогава има площ 19 на 13 километра, с население от около един милион души.
Британската Източноиндийска компания през 1765 г. получава правото да събира такси, а през 1793 г. започва да управлява града, когато бенгалските набаби са принудени да се откажат от властта си над Бенгалия, Бихар и Ориса. По такъв начин, градът преминава под пълния британски контрол. През този период, населението рязко намалява, докато в същото време разположения наблизо град Калкута се развива.
През 1874 г. е въведена съвременната система за водоснабдяване, а електроснабдяване се появява през 1878 г. В града се появява кантонмент, служещ за военна база за британските и бенгалските войници.
През 1905 г., в резултат на неуспешното първо разделяне на Бенгал, Дака е обявена за столица на новосъздадената държава Източен Бенгал, но през 1911 г. тя отново е обединена. През 1947 г., след разделянето на Британска Индия, Дака става столица на Източен Пакистан. След това, между общностите в града започват да избухват стълкновения. Голяма част от индуското население се отправя към Индия, докато в Дака пристигат множество мюсюлмани. В града, явяващ се център на регионалната политика, зачестяват стачките и актовете на насилие. Признаването на урду за единствен официален език на Пакистан довежда до мащабни акции на протест. В резултат на потушаването на демонстрациите в поддръжка на бенгалския език, от полицията са застреляни няколко студента. През 1950-те и 1960-те години Дака остава център на политическата дейност, като се засилват исканията за автономия за бенгалското население.
През 1970 г. разрушителният циклон Бхола поразява голяма част от региона, в резултат на което загиват около половин милион души. Повече от половината град е наводнен. Поради недостатъчните усилия на властите, насочени към отстраняването на последствията от циклона, както и поради етническата дискриминация, общественото недоволство започва да нараства. На 7 март 1971 г., бангладешкият политик Муджибур Рахман организира националистически митинг на хиподрума Рамна. На 26 март е провъзгласена независимостта на Бангладеш. В отговор на това, пакистанската армия започва военна операция по установяването на контрол над Източен Пакистан, в резултат на която са убити много мирни жители. В конфликта се намесва Индия и на 16 декември, след победата ѝ във войната, Бангладеш придобива независимост. В Дака, провъзгласена за столица на страната, започва значителен ръст на населението – тук пристигат много работници от селските местности на страната. Ръстът на търговията и промишлеността, както и на населението на града създава допълнителни проблеми за инфраструктурата и сферата на услугите.

## Население
Към 2009 населението на Дака (включва само райони под юрисдикцията на община Дака) е малко над 7 милиона души. Метрополният регион Дака, формиран от столичното ядро и прилежащите предградия, градове-сателити и друг тип населени места, е около 12,8 милиона души. Годишният прираст на населението е около 4,2%, което е една от най-високите стойности в цяла Азия. Постоянното увеличение се дължи на съществената миграция от селските към градските райони, като през 1960-те и 1970-те имигрантите от селата представляват 60% от годишния прираст на Дака. Населението на столичния град се е увеличава и след разширяването на територията на града през 1980-те и включването на редица сателитни селища, в които живеят над 1 милион души. Ако градът продължи да се разраства с тези темпове към 2025 населението му ще надхвърля 25 милиона жители.
Равнището на грамотност в Дака възлиза на 62,3%. Бенгалският език е майчин на почти всички жители, но мнозинството от тях говори на различни диалектни форми, сред които читагонски и силхети. Въпреки че английският език няма официален статут той се говори от мнозинството от образовани жители на Дака и широко се използва в търговските, културните и образователни среди.
Населението на Дака е съставено от бангладешци от абсолютно всички краища на страната, но коренното население на града се отличава с уникалната си култура и специфична диалектна форма на бенгалския. Коренните жители на столичния град се наричат дакая. В Дака живеят и представители на всички малцинствени групи в Бангладеш, като най-голям е броят на хората от племената рохингя, сантал, каси, гаро, чакма и манди; числеността им варира между 15 и 20 хиляди души. Броят на чужденците в Дака е сравнително малък, а мнозинството от тях са китайци, корейци и индийци, които работят за международни компании.
Ислямът се изповядва от 90% от населението на бангладешката столица, а мнозинството от мюсюлмани са последователи на сунитското течение. Хиндуизмът е втората най-голяма религия и се изповядва от 9% от жителите на Дака. Будистите и християните представляват по 0,5% от населението.

## Управление
Общината на Дака е основана на 1 август 1864 година, а през 1978 година получава статут на общинска корпорация, самоуправляващо се юридическо лице, занимаващо се с общинските проблеми. През 2011 година тя е разделена на две административни подразделения – Градска корпорация Дака-Север и Градска корпорация Дака-Юг – оглавявани от двама администратори.
Дака се разделя на 24 административни района (тана): Лалбаг, Котвали, Хазарибаг, Сутрапур, Рамна, Мотиджхел, Палтан, Данмонди, Мохаммадпур, Теджгаон, Гулшан, Мирпур, Палаби, Шах Али, Тураг, Сабуджбаг, Кантонмънт, Демра, Шампур, Бадда, Кафрул, Камрангир чар, Хилгаон и Утара. Те от своя страна се подразделят на общо 130 отделения и 725 махали. Дака е административен център на окръг Дака и на по-обширната област Дака.
Общинската полиция на Дака е създадена през 1976 година с 12 полицейски участъка и 6 хиляди служители. С бързото разрастване на града се увеличава и числеността на полицейската служба, като към 2008 година тя има 41 участъка и 23 хиляди служители.
Дака се разделя на 25 парламентарни избирателни района. Двете основни политически партии в града са Бангладешката народна лига и Бангладешката националистическа партия.

## Икономика
Дака е финансовият център на Бангладеш. Бързо увеличаващата се средна класа стимулира динамичното развитие на пазара на потребителски и луксозни стоки. Въпреки това 48% от всички домакинства в столицата живеят под прага на бедността, като съществена част от тях са хора от селските райони дошли в града да търсят адекватно препитание. Дака е притегателен център за работници от цял Бангладеш, на които в повечето случаи се гледа като на евтина работна ръка. Почти 1 милиона души работят в текстилната индустрия, а около 400 хиляди са шофьори на рикши. Повече от половината работна сила в града заема нископлатени позиции, от които мнозинството не се контролират от профсъюзи. Към 2009 безработицата в Дака възлиза на 23%.
През 2009 стойността на общинската продукция (GMP) възлиза на $81 милиона. С годишен растеж на икономиката от 6,2% се очаква през 2025 общинската продукция да възлиза на $215 милиона.
Основните финансови райони в града са Мотиджхийл, Ню Маркет, Гулшан и Фармгейт, докато Теджгаон и Хазарибаг са основните индустриални зони в града. Свободната икономическа зона в Дака обхваща 413 предприятия и имат за основна цел да стимулират собствената продукция извън граница. Бангладешката стокова борса е разположена в столичния град, както и представителствата на Citigroup, HSBC Bank Bangladesh, JPMorgan Chase, Standard Chartered Bank, American Express, Chevron, Exxon Mobil, Total, British Petroleum, Unilever, Nestle, DHL Express, FedEx и British American Tobacco. Големите местни конгломерати Concord Group, Rangs Group, Beximco Group, Summit Group, Navana Group, Zaman Group of Industries и Rahimafrooz са също със седалища в Дака. Централите на повечето международни компании в Дака са разположени в нови модерни сгради, част от които са издигнати през последните няколко години небостъргачи. Съществен растеж отчитат финансите, банкирането, телекомуникациите, промишленото производство и сектора на услугите, а туризмът и хотелиерството и ресторантьорството играят важна роля в икономическата обстановка в Дака.

## Инфраструктура

### Транспорт
Рикшите са основното транспортно средство в Дака, като около 400 хиляди рикши обслужват града всеки ден. Въпреки това едва 85 хиляди от тях са лицензирани от градската управа, докато останалите са част от сивия сектор. Сравнително евтини и щадящи околната среда рикшите са предпочитан транспорт, но в някои части на града те са напълно забранени, защото са основна предпоставка за пътнотранспортни произшествия и задръствания. Към градския транспорт спадат и автобусите, които могат да бъдат държавни или частни. Държавните се контролират от Бангладешката корпорация за шосеен транспорт. През последните години таксиметровите услуги добиват особена популярност, а броят на автомобилите собствено притежание расте правопропорционално с увеличаващата се средна класа в Дака.
В столичния град има 1868 km асфалтирани пътища. Градът е свързан с останалата част на страната чрез множество шосейни и железопътни линии. Дака е свързана по шосе и с индийските градове Колката и Агартала. Най-важните железопътни станции в града са Камалапур, Биман Бандар и Кантонмънт, които се използват за местни и национални нужди. Бангладешката държавна железница извършва редовни превози между Дака и Колката. Пристанището Садаргат на брега на Буриганга е главният транспорт и товаро-разтоварителен център по вода. Международно летище Шахджалал отговаря за всички международни полети от и до Дака, както и за част от вътрешните полети. По-малки летища се използват за свързването на столицата по въздух с Читагонг, Силхет, Джесор, Барисал, Сайдпур, Кокс Базар и други селища.
В рамките на следващите двадесет години е запланувано изграждането на метрополитен и пускането в експлоатация на монорелсови влакове. На 28 декември 2022 г. е открита първата линия на дакийското метро, тя разполага с 16 станции и дължина от 20 km, като дневно се използва от около 290 000 души.

### Образование
Съветът за образование на Дака е отговорен за повечето обществени и частни училища в града и окръга, с изключение на медресетата и англоезичните училища, които се администрират от централното правителство.

## Култура
Като столица на Бангладеш, в Дака са разположени основните сгради на централните власти на страната – повечето министерства, Върховният съд, Висшият съд на Дака. Дворецът Бангабхабан, в миналото резиденция на вицекраля на Индия и губернатора на Източен Пакистан, днес е седалище на президента на Бангладеш. Сградата Джатийо Шонгшод Бхобон, завършена през 1982 година по проект на известния американски архитект Луис Кан, е седалището на еднокамарния Национален парламент. Байтул Мукаррам, националната джамия на Бангладеш, е построена през 60-те години на 20 век и наподобява храма Кааба в Мека. Други забележителности на града са развалините на крепостта Бара Катра, моголската крепост Лалбаг, резиденциите Хусайни Далан и Ахсан Манзил.